# Modriča
Modriča je grad i općina u Bosni i Hercegovini. 

## Stanovništvo
Po posljednjem službenom popisu stanovništva iz 1991. godine, općina Modriča imala je 35.613 stanovnika, raspoređenih u 21 naselju.
| Stanovništvo općine Modriča |                 |                                 |                 |                 |                 |
| godina popisa               | 2013.           | 1991. u promijenjenim granicama | 1991.           | 1981.           | 1971.           |
| Srbi                        | 20.227 (78,64%) | 12.388 (40,55%)                 | 12.534 (35,19%) | 13.012 (37,67%) | 13.457 (42,55%) |
| Bošnjaci/Muslimani          | 3.101 (12,06%)  | 7.522 (24,64%)                  | 10.375 (29,13%) | 8.578 (24,83%)  | 8.356 (26,42%)  |
| Hrvati                      | 1.674 (6,51%)   | 7.878 (25,79%)                  | 9.805 (27,53%)  | 9.598 (27,78%)  | 9.418 (29,78%)  |
| Jugoslaveni                 |                 |                                 | 1.851 (5,19%)   | 2.589 (7,49%)   | 180 (0,56%)     |
| ostali i nepoznato          | 718 (2,79%)     | 2.759 (9,03%)                   | 1.048 (2,94%)   | 764 (2,32%)     | 211 (0,66%)     |
| ukupno                      | 25.720          | 30.547                          | 35.613          | 32.871          | 31.622          |

#### Modriča (naseljeno mjesto), nacionalni sastav
| Modriča            |                |                |                |
| godina popisa      | 1991.          | 1981.          | 1971.          |
| Muslimani          | 5.252 (50,23%) | 4.815 (50,00%) | 4.910 (67,03%) |
| Srbi               | 2.420 (23,14%) | 1.841 (19,11%) | 1.428 (19,49%) |
| Hrvati             | 1.134 (10,84%) | 838 (8,70%)    | 732 (9,99%)    |
| Jugoslaveni        | 1.347 (12,88%) | 1.904 (19,77%) | 154 (2,10%)    |
| ostali i nepoznato | 301 (2,87%)    | 232 (2,40%)    | 100 (1,36%)    |
| ukupno             | 10.454         | 9.630          | 7.324          |

## Naseljena mjesta
Babešnica, 
Botajica, 
Čardak, 
Dobra Voda, 
Dobrinja, 
Donji Skugrić (dio),
Dugo Polje, 
Garevac, 
Gornje Krečane (dio),
Jasenica (dio), 
Kladari Donji, 
Kladari Gornji, 
Koprivna, 
Krčevljani,
Kužnjača, 
Miloševac, 
Modriča, 
Riječani Donji, 
Riječani Gornji, 
Skugrić Gornji, 
Tarevci,
Tolisa i 
Vranjak.
Sela Modrički Lug, Pećnik i Jakeš su nakon rata pripojena općini Vukosavlje, a općini Modriča su pripojena naseljena mjesta Krčevljani i Tolisa, te dijelovi naseljenih mjesta: Gornje Krečane, Jasenica i Donji Skugrić koja su prije rata pripadala općini Gradačac.

## Povijest
Prvi put se spominje 1323. kao mjesto pod imenom Modrič u župi Nenavištu, a prostirala se s obje strane donjega toka rijeke Bosne.

## Gospodarstvo
U gradu je smještena rafinerija.

## Poznate osobe
- Marko Pipunić, poduzetnik
- Milan Jelić, političar
- Josip Burušić, psiholog
- Modrički mučenik, franjevac, kršćanski mučenik
- Kristian Kreković, slikar i arhitekt
- Marta Savić, folk pjevačica
- Mara Milošević Granula, političarka

## Spomenici i znamenitosti
U Modriči se nalazila jedna od najljepših crkava u današnjoj Bosni i Hercegovini, franjevački samostan i crkva sv. Ilije. Čini se da je bila zadužbina kralja Tvrtka. Spalili su ju Turci 1579. godine. 1663. rijeka Bosna promijenila korito i odnijela crkvu i samostan s okolnim zemljištem.

## Obrazovanje
- Osnovna škola "Sveti Sava"
- Osnovna škola "Sutjeska"
- Srednjoškolski centar "Jovan Cvijić"

## Šport
- FK Modriča Maksima

## Vanjske poveznice
- {http://www.modrica.biz Jedini aktivni modricki portal]
- [neaktivna poveznica]
- modrica.ba Službene stranice Opštine Modriča
- modrica.com Stranice o gradu  Arhivirana inačica izvorne stranice od 29. listopada 2005. (Wayback Machine)
- Online biblioteka "Modriča i okolina"  Arhivirana inačica izvorne stranice od 14. studenoga 2004. (Wayback Machine)